# ハテラス船長の冒険
『ハテラス船長の冒険』（ハテラスせんちょうのぼうけん、原題 仏: Les Aventures du capitaine Hatteras ）は、1866年に刊行されたジュール・ヴェルヌの海洋冒険小説。
この小説が初めて出版されたのは1864年であった。1866年からの最終版は「驚異の旅」シリーズに含まれる。1863年から1865年のヴェルヌの3作品（『気球に乗って五週間』、『地底旅行』、『月世界旅行』）も、遡ってシリーズに組み込まれた。ハテラス船長は、イギリスの探検家ジョン・フランクリンとの類似点が多い。
なお、シリーズものであるが世界観につながりがあるわけではなく『月世界旅行』の明確な続編『地軸変更計画』で、「バービケインが挙げる北極探検家の名前にハテラス船長の名がないのは彼が架空の人間だから」と原注に説明がある。

## 概要
北極探検を題材とした作品で、この作品が執筆されたのは1909年にロバート・ピアリーが北極点に到達するよりも半世紀以上も早い1866年だった。ヴェルヌにとっては『気球に乗って五週間』に続いて発表された2作目だった。雑誌に掲載された当時には、第1部と第2部の表題がそれぞれ「北極のイギリス人たち」（Les Anglais au pôle Nord）と「氷の砂漠」（Le Désert de glace）で、編集者であるエッツェルの意向で結末が変更されたという経緯がある。エドガー・アラン・ポーの『アーサー・ゴードン・ピムの冒険』の影響を多分に受けたと見られる描写がある。

## あらすじ
この小説の舞台は1861年で、ジョン・ハテラス船長率いるイギリスの探検隊が北極探索へ向かう。ハテラスは北極の近海が凍っていないと確信しており、何があろうとも北極点に到達することを目指している。隊員の反乱により船が壊れるが、ハテラスは少数の隊員と共に探検を続行する。「ニューアメリカ」という島の海岸で、彼はアメリカの探検隊の船の残骸を発見する。クロボニーは、1740年にロシアで、冬を越すために建造された本物の氷の宮殿について思い出す。探検隊は、クロボニーの知恵のおかげで、その島で越冬する。クロボニーは炎を起こしたり、氷でレンズや、凍った水銀製の弾丸を作ることができ、遠隔操作で火薬を爆発させてシロクマを追い払ったりすることができたのである。
冬が終わり、海の氷は解けた。探検隊は難破船から船を作り、再び北極点を目指す。そこで彼らは新たな火山島を発見し、ハテラスからとって名前をつけた。困難の末にフィヨルドを発見し、彼らは上陸する。3時間の登山の後、彼らは火山の火口に到達した。まさにその噴火口の中に北極点があるとして、ハテラスはそこに飛び込んだ。
初稿ではハテラスはその噴火口で死亡する。これに対し編集者ジュール・エッツェルが、「猛烈な体験から、ハテラスが生きながら狂気に陥り、イギリスに戻ってきた後に精神病患者の保護施設に送られた」という内容に書き直すよう勧めた。北極の洞窟の中で自身の「魂」を失い、ハテラスは二度と言葉を話すことが出来なくなった。彼は余生を忠犬のデュークと共に保護施設内を歩き回って過ごすこととなる。世界に対し、沈黙し、声も聞かなかったが、ハテラスは無軌道に歩き回っていたわけではなかった。小説の最後は「ハテラス船長は、永遠に、北に向かって歩き続けた」という文で締めくくられている。

## 登場人物

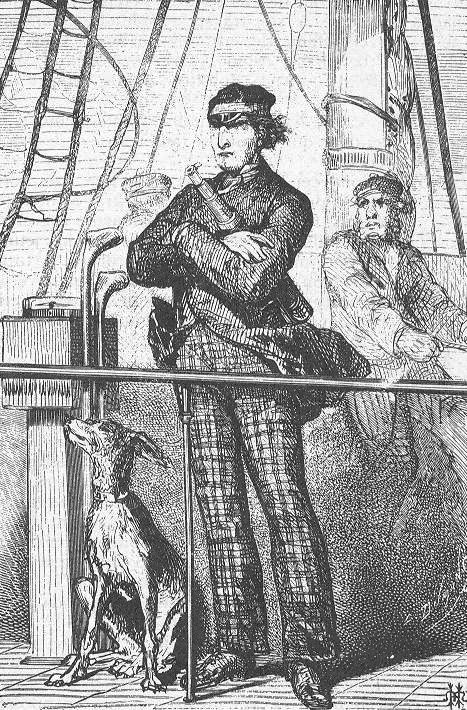
ジョン・ハテラス（中央）

- ジョン・ハテラス (John Hatteras) - 資産家の息子で不屈の精神を宿し、北極探検を企て、船長を務める。
- リチャード・シャンドン (Richard Shandon) - 副船長。船の指揮をとるが徐々に不満を募らせる。
- ジョンソン (Johnson) - ハテラスの篤い信頼を受ける水夫長。極海の航海に詳しい。
- クロボニー (Docteur Clawbonny) - 有能な医者で博学で楽天家。
- ベル (Bell) - 優秀な船大工。
- アルタモント (Altamont) - アメリカ船ポーパス号の船長。雪に生き埋めになっていたところをハテラス船長の一行に救助される。

## ニューアメリカ

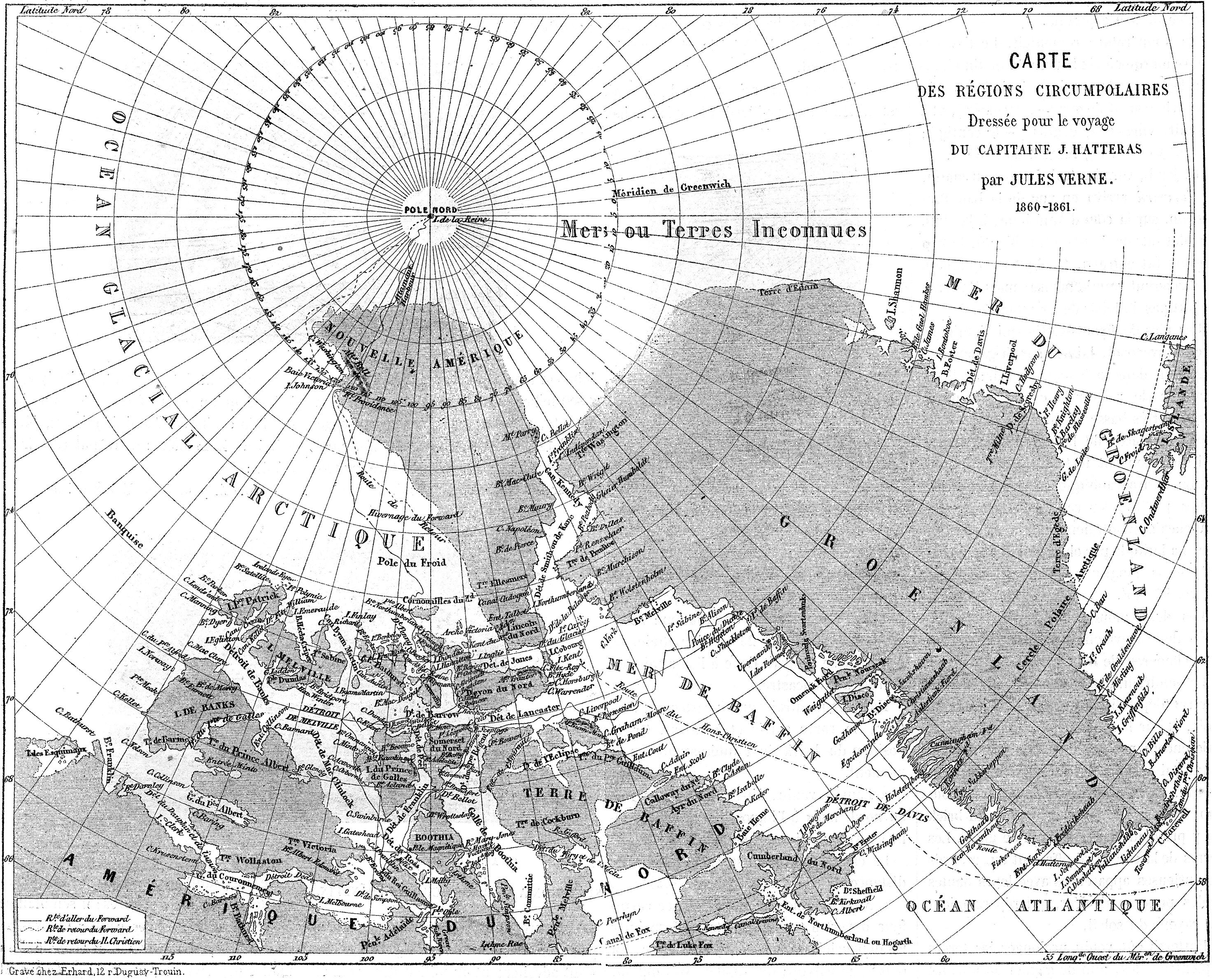
ニューアメリカの地図

ニューアメリカとは、北極海の、グリーンランド北西沖に浮かぶ巨大な島であり、ジョン・ハテラス船長と隊員たちによって発見された。西岸にヴィクトリア湾、ワシントン岬、ジョンソン島、ベル山、プロヴィデンス要塞があり、北部（北緯87度5分 西経118度35分 / 北緯87.083度 西経118.583度）にはオルタモント港がある。
ヴェルヌの創作の多くにあるように、小説が書かれた時代（1866年）の科学的知識に基づいた北極の地理だけでなく、未来の発見を予知するような記述を含んでいる。エルズミーア島は1852年に再発見され、エドワード・オーガスタス・イングルフィールドにより名付けられた。さらにその後、1860年から1861年にかけて、アイザック・イズラエル・ヘイズがエルズミーア島を探検した。本作の出版から40年後の1906年、ロバート・ピアリーがクロッカー島を北緯83度付近で見たと主張し、1909年にはフレデリック・クックがブラッドリー島を北緯85度付近で見たと主張したが、どちらもヴェルヌのニューアメリカの範囲である。クックの航路は恐らくヴェルヌの作品に刺激を受けている。
この島は、アメリカの探検家で、この島に初めて上陸した人物であるアルタモント船長により名付けられた。小説では、ニューアメリカがアメリカ合衆国の領土として主張されているかどうかは定かではない。ウィリアム・ブッチャーが指摘するように、アメリカのアラスカ購入について "The Fur Country" で書いており、リンカーン島は『神秘の島』でアメリカが占有する提案がなされている。実際に、削除された"John Bull and Jonathan" という章では、ハテラスとアルタモントが、ニューアメリカがどちらの祖国に属するかを争う場面がある。

## 日本語訳
- 『ハテラス船長の冒険』調佳智雄（訳）、パシフィカ、1979年
- 『ハテラス船長の航海と冒険』荒原邦博（訳）、ヴェルヌ〈驚異の旅〉コレクションI：インスクリプト、2021年